# Опле Раз
«Опле Раз» — дебютный альбом российской рэп-группы DCMC, выпущенный в 2003 году лейблом Rap Recordz.
Альбом принёс группе популярность у слушателей «сознательного» хип-хопа, считается первой true school записью на русском языке.
Мнения о классификации «Опле Раз» расходятся: часть критиков и слушателей считает его мини-альбомом, а сами авторы называют полноценным альбомом.
С одной стороны, длительность альбома составляет более 40 минут, что заметно больше стандартных для EP 25 минут. С другой, на альбоме лишь 11 треков, а за вычетом коротких скитов — всего 9.
В альбом вошли две инструментальных композиции: International Style и Universe Style.

## Список композиций
1. «Intro»
2. «Посыл»
3. «Бам вам по головам» feat. Ваня
4. «Рэп Монстр» (скит)
5. «Стик Чек» feat. Чек
6. «International Style»
7. «ХипХоп Дабро» (скит)
8. «ДиСи ДаБро» feat. Radj & Чилла
9. «100 Слои Опле Раз» (скит)
10. «Опле 1»
11. «Universe Style»

## Участники записи
- DJ Flacky — музыка, скрэтчи
- Stick — текст, голос
- Масса — текст, голос
- Ваня - текст, голос (3)
- Чек — текст, голос (5)
- Radj — музыка (6, 8), текст, голос (8)
- Чилла — текст, голос (8)

## Дизайн обложки
На обложке изображены граффитчики, «бомбящие» пешеходный мост над железнодорожной линией. Интересно, что на обложке альбома отсутствует его название, хотя название группы приведено.

## Рецензии
Участник группы «Ленина Пакет» Ваня Айван включил данный альбом в список «16 главных альбомов русского андеграундного хип-хопа» по версии сайта журнала Афиша:

DCMC — московский ансамбль, примечательный тем, что музыканты в первую очередь делали упор на живые выступления и джемы, а также задействовали диск-жокея с вертушками. Они хороши именно потому, что делали все просто и невымученно, в своё удовольствие — у нас такой практики, чтобы люди просто собирались и в качестве отдыха начинали что-то читать, практически нет; DCMC были здоровым исключением.— Ваня Айван